# Henrik Scharling
Carl Henrik Scharling, född den 3 maj 1836 i Köpenhamn, död den 6 juni 1920 på Frederiksberg, var en dansk teolog och författare, son till Carl Emil Scharling, far till Carl Immanuel Scharling.
Scharling tog 1859 teologisk examen, reste 1860-1863 utomlands, bland annat i Grekland, Egypten och Palestina (resan skildrades i En Pilgrimsfærd i Det Hellige Land, 1876). Han tog 1865 teologie licentiatexamen samt blev samma år docent och var 1870-1916 professor vid Köpenhamns universitet. 
Han utgav den satiriska komedin Moderne Christendom (1859) och den romantiska dikten Folkvars Drøm, Kamp og Seier (1860), den lilla berättelsen Ved Nytaarstid i Nøddebo Præstegaard af Nicolai, 18 Aar (1862). 
En senare berättelse, också den under pseudonymen Nicolai, Min Hustru og jeg (1875), kan ej på långt när mäta sig med den förra. År 1866 utkom en så kallad nutidsroman, Uffe Hjelms og Palle Løves Bedrifter, vars handling av eftervärlden har betraktats som alltför romantisk, under det att den politiska satiren hållits för alltför ytlig för att göra verkan. 
Som avgjort misslyckade har ansetts två historiska folkskådespel, med vilka han ville pånyttföda den dramatiska diktkonsten: Kong Valdemar og bisp Absalon (1874) och Marsk Stig og fru Ingeborg (1878). Bättre är den historiska berättelsen Sverre præst (1888) och den humoristiska småstads- och prästlivsskildringen Jøvik (1901), bägge utgivna under hans ovan nämnda signatur. 
Scharling utvecklade även en omfattande vetenskaplig verksamhet. Åren 1865-1868 utgav han Ugeblad for den danske Folkekirke och 1869-1870 Dansk Tidsskrift for Kirke og Skole, varjämte han författade Den nyere hollandske Theologi (1865), Jakob Böhmes Theosophi (1879, teologisk gradualavhandling), Menneskehed og Christendom i deres historiske Udvikling (två band, 1872-1875), Christelig Sædelære (två band, 1884-1886) och Evangelisk luthersk Dogmatik (tre band, 1910-1913). 
Hans Teolog eller Digter? och Livsminder utkom 1917-1919. Därtill kom en mängd mindre uppsatser, dels polemiska mot de romerska katolikerna, grundtvigianerna och inre missionen, dels behandlande kyrko- och skolförhållanden. Emil Elberling kommenterar: "Han är dock ofta alltför ifrig och ytlig i sitt arbete och långt ifrån själfkritisk i strängare mening."

## Böcker på svenska
- Vid nyårstiden i Nöddebo prestgård (Ved nytaarstid i Nøddebo præstegaard) (översättning Herman Hörner, Bonnier, 1868)
- Vid nyårstiden i Nöddebo prestgård (anonym översättning?, Lamm, 1868)
- Uffe Hjelms och Palle Löves bedrifter: berättelse (Uffe Hjelms og Palle Løves Bedrifter) (anonym översättning?, Adolf Bonnier, 1871)
- Min hustru och jag: berättelse (Min Hustru og jeg) (översättning Mathilda Langlet, Bonnier, 1876)
- Mänsklighet och kristendom i deras historiska utveckling: en framställning af historiens filosofi (Menneskehed og Christendom i deres historiske Udvikling: en Fremstilling af Historiens Philosophi) (översättning Abraham Ahlén, Beckman, 1896)
- Jövik (Jøvik) (anonym översättning?, Fahlcrantz, 1902)

## Utmärkelser
- Riddare av Dannebrogorden,  1883[6]
- Dannebrogsmännens hederstecken,  1890[6]
- Kommendör av Dannebrogorden,  1895[6]

[Redigera Wikidata]